# Mức độ hoạt động thể chất

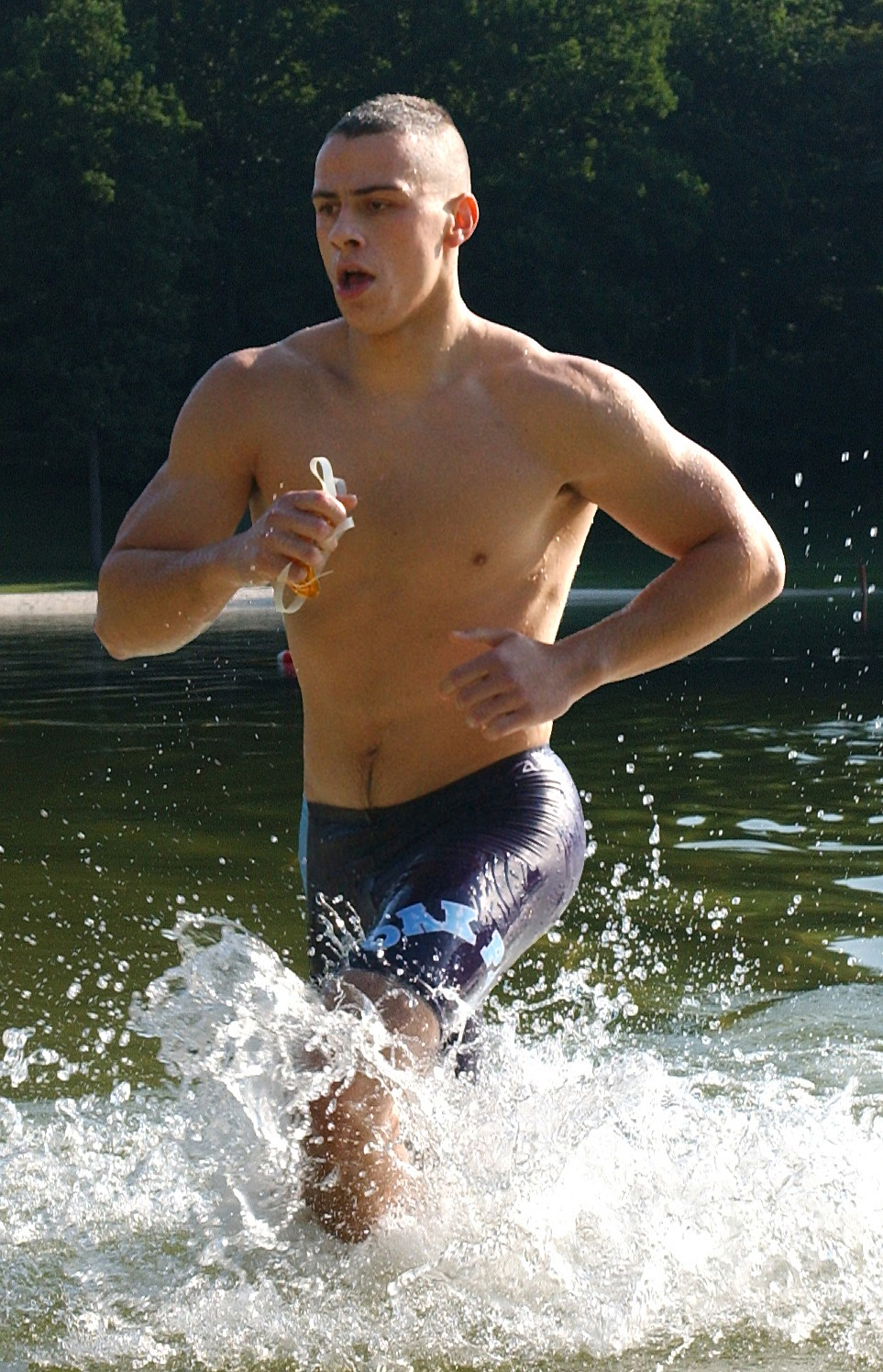
Thủy quân lục chiến Hoa Kỳ với ba môn phối hợp năm 2005.

Mức độ hoạt động thể chất (PAL) là một cách để thể hiện hoạt động thể chất hàng ngày của một người dưới dạng số và được sử dụng để ước tính tổng chi tiêu năng lượng của một người. Kết hợp với tốc độ trao đổi chất cơ bản, nó có thể được sử dụng để tính toán năng lượng thực phẩm mà một người cần tiêu thụ để duy trì một lối sống cụ thể.

## Định nghĩa
Mức độ hoạt động thể chất được xác định cho một người trưởng thành không mang thai, không cho con bú vì tổng chi tiêu năng lượng của người đó (TEE) trong khoảng thời gian 24 giờ, chia cho tỷ lệ trao đổi chất cơ bản (BMR) của họ:
{\displaystyle {\text{PAL}}={\frac {TEE_{24h}}{\text{BMR}}}}
Mức độ hoạt động thể chất cũng có thể được ước tính dựa trên danh sách các hoạt động (thể chất) mà một người thực hiện hàng ngày. Mỗi hoạt động được kết nối với một con số, tỷ lệ hoạt động thể chất. Mức độ hoạt động thể chất sau đó là trung bình theo thời gian của các tỷ lệ hoạt động thể chất.

## Ví dụ
Bảng sau đây cho thấy các số chỉ định cho cấp độ hoạt động vật lý đối với một số lối sống:
| Lối sống                | Thí dụ                                                                | PAL       |
| ----------------------- | --------------------------------------------------------------------- | --------- |
| Vô cùng không hoạt động | Bệnh nhân bại não                                                     | <1,40     |
| Ít vận động             | Nhân viên văn phòng ít hoặc không tập thể dục                         | 1,40-1,69 |
| Hoạt động vừa phải      | Công nhân xây dựng hoặc người chạy một giờ mỗi ngày                   | 1,70-1,99 |
| Hoạt động mạnh mẽ       | Công nhân nông nghiệp (không cơ giới) hoặc người bơi hai giờ mỗi ngày | 2,00-2,40 |
| Cực kỳ năng động        | Vận động viên đua xe đạp                                              | > 2,40    |